# Xavier Carter

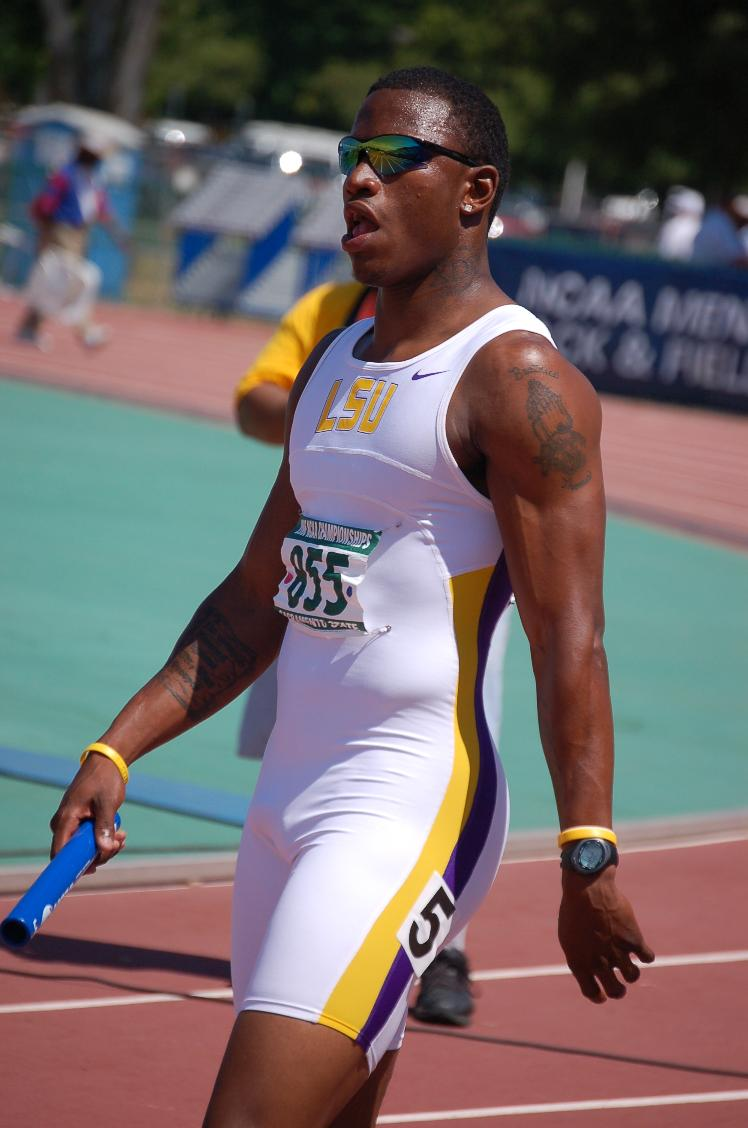
Xavier Carter bei den NCAA-Meisterschaften 2006

Xavier Carter (* 8. Dezember 1985 in Palm Bay, Florida) ist ein US-amerikanischer Leichtathlet. Er bestreitet die Disziplinen 100-, 200- und 400-Meter-Lauf und studiert an der Louisiana State University in Baton Rouge.
Erstmals in einer breiten Öffentlichkeit in Erscheinung trat er 2006 bei den Meisterschaften der National Collegiate Athletic Association (NCAA). Carter gewann vier Meistertitel und war somit der erste Athlet seit Jesse Owens, dem dies gelang (dieser hatte 1935 und 1936 diese Leistung vollbracht). Er war auch der erste Athlet überhaupt, der am selben Tag über 100 und 400 Meter siegreich war.
Am 11. Juli 2006 benötigte Carter am Leichtathletik-Meeting in Lausanne für 200 Meter 19,63 s. Damit wurde er über diese Distanz der zweitschnellste Mann aller Zeiten.
Carters Spitzname lautet „X-Man“, einerseits wegen seines Vornamens, andererseits wegen seines besonderen Siegeszeichens, dem Kreuzen der Arme zu einem X. Sein Manager ist Mark Block, der Ehemann der ehemaligen ukrainischen Leichtathletin Schanna Block.
In den Saisons 2004 und 2005 spielte er Football für die LSU Tigers als Wide Receiver. Durch seine 2006 abgeschlossenen Verträge u. a. mit dem Sportartikelhersteller Nike ist er für weitere Saisons gesperrt.

## Persönliche Bestzeiten
- 100 m – 10,09 s
- 200 m – 19,63 s
- 400 m – 44,53 s